# Žďárky
Žďárky település Csehországban, Náchodi járásban. Žďárky Vysoká Srbská, Velké Poříčí, Hronov és Kudowa-Zdrój településekkel határos. Lakosainak száma 579 fő (2024. január 1.).

## Népesség
A település lakosságának változását az alábbi diagram mutatja:
| Lakosok száma | 859  | 956  | 853  | 513  | 501  | 560  | 546  | 552  | 563  | 579  |
|               | 1869 | 1900 | 1921 | 1961 | 1980 | 2011 | 2016 | 2019 | 2021 | 2024 |